# Pipat Thonkanya
Pipat Thonkanya (in thai พิพัฒน์ ต้นกันยา; Bangkok, 4 gennaio 1979) è un ex calciatore thailandese, di ruolo attaccante.

## Caratteristiche tecniche
Era una punta centrale.

## Carriera

### Club
Cresciuto nelle file del Raj Pracha, vi ha militato fino al 2001, anno in cui è passato al Bình Định. Nel 2005 è passato al Đồng Tháp. L'anno successivo si è trasferito al BEC Tero Sasana. Dopo due stagioni al BEC Tero Sasana, nel 2008 ha giocato nel Buriram PEA. Nel 2009, dopo aver militato al Port, è passato al Persisam Putra. Nel 2010 è tornato al Buriram PEA, mentre l'anno successivo ha militato nelle file del Suphanburi. Nel 2013 si è trasferito al PTT Rayong. L'anno successivo si è trasferito al Chiangmai, mentre nel 2015 ha militato nelle file del Phuket. Nel 2016 ha giocato nell'Udon Thani e nella stagione successiva ha militato nelle file dell'Amnat United. Tra il 2020 e il 2021 ha giocato nel Pattaya Discovery United.

### Nazionale
Ha debuttato in Nazionale maggiore il 25 febbraio 2000, nell'amichevole Thailandia-Estonia (2-1), gara in cui ha siglato le due reti della Thailandia (rispettivamente al minuto 23 e al minuto 35 del primo tempo). Ha partecipato, con la selezione thailandese, alla Coppa d'Asia 2000, alla Coppa d'Asia 2007 e alla AFF Championship 2007. È sceso in campo, inoltre, nelle qualificazioni ai Mondiali 2010 e nelle qualificazioni alla Coppa d'Asia 2000 e 2011. Ha totalizzato, con la maglia della selezione thailandese, 32 presenze e 13 reti.

## Statistiche

### Cronologia presenze e reti in Nazionale
| Cronologia completa delle presenze e delle reti in nazionale ― Thailandia | Cronologia completa delle presenze e delle reti in nazionale ― Thailandia | Cronologia completa delle presenze e delle reti in nazionale ― Thailandia | Cronologia completa delle presenze e delle reti in nazionale ― Thailandia | Cronologia completa delle presenze e delle reti in nazionale ― Thailandia | Cronologia completa delle presenze e delle reti in nazionale ― Thailandia | Cronologia completa delle presenze e delle reti in nazionale ― Thailandia | Cronologia completa delle presenze e delle reti in nazionale ― Thailandia |
| Data                                                                      | Città                                                                     | In casa                                                                   | Risultato                                                                 | Ospiti                                                                    | Competizione                                                              | Reti                                                                      | Note                                                                      |
| ------------------------------------------------------------------------- | ------------------------------------------------------------------------- | ------------------------------------------------------------------------- | ------------------------------------------------------------------------- | ------------------------------------------------------------------------- | ------------------------------------------------------------------------- | ------------------------------------------------------------------------- | ------------------------------------------------------------------------- |
| 25-2-2000                                                                 | Bangkok                                                                   | Thailandia                                                                | 2 – 1                                                                     | Estonia                                                                   | Amichevole                                                                | 2                                                                         |                                                                           |
| 27-2-2000                                                                 | Bangkok                                                                   | Thailandia                                                                | 5 – 1                                                                     | Finlandia                                                                 | Amichevole                                                                | 1                                                                         |                                                                           |
| 25-3-2000                                                                 | Shah Alam                                                                 | Thailandia                                                                | 0 – 0                                                                     | Corea del Nord                                                            | Qual. Coppa d'Asia 2000                                                   | -                                                                         | 68’                                                                       |
| 27-3-2000                                                                 | Shah Alam                                                                 | Thailandia                                                                | 2 – 0                                                                     | Taiwan                                                                    | Qual. Coppa d'Asia 2000                                                   | -                                                                         | 73’                                                                       |
| 4-4-2000                                                                  | Bangkok                                                                   | Thailandia                                                                | 5 – 3                                                                     | Corea del Nord                                                            | Qual. Coppa d'Asia 2000                                                   | 1                                                                         |                                                                           |
| 18-5-2000                                                                 | Bangkok                                                                   | Thailandia                                                                | 2 – 0                                                                     | Uzbekistan                                                                | Amichevole                                                                | -                                                                         |                                                                           |
| 12-10-2000                                                                | Saida                                                                     | Iraq                                                                      | 2 – 0                                                                     | Thailandia                                                                | Coppa d'Asia 2000 - Gironi                                                | -                                                                         | 77’                                                                       |
| 27-1-2001                                                                 | Kallang                                                                   | Singapore                                                                 | 1 – 1 (5 - 3 dtr)                                                         | Thailandia                                                                | Amichevole                                                                | -                                                                         | 85’                                                                       |
| 10-2-2001                                                                 | Bangkok                                                                   | Thailandia                                                                | 1 – 4                                                                     | Svezia                                                                    | Amichevole                                                                | -                                                                         |                                                                           |
| 28-12-2006                                                                | Bangkok                                                                   | Thailandia                                                                | 2 – 2                                                                     | Kazakistan                                                                | Amichevole                                                                | -                                                                         |                                                                           |
| 30-12-2006                                                                | Bangkok                                                                   | Thailandia                                                                | 3 – 1                                                                     | Vietnam                                                                   | Amichevole                                                                | 1                                                                         |                                                                           |
| 14-1-2007                                                                 | Bangkok                                                                   | Thailandia                                                                | 4 – 0                                                                     | Filippine                                                                 | AFF Championship 2007 - Gironi                                            | 1                                                                         | 77’                                                                       |
| 24-1-2007                                                                 | Hanoi                                                                     | Vietnam                                                                   | 0 – 2                                                                     | Thailandia                                                                | AFF Championship 2007 - Semifinali                                        | 1                                                                         | 46’                                                                       |
| 28-1-2007                                                                 | Bangkok                                                                   | Thailandia                                                                | 0 – 0                                                                     | Vietnam                                                                   | AFF Championship 2007 - Semifinali                                        | -                                                                         | 66’                                                                       |
| 31-1-2007                                                                 | Kallang                                                                   | Singapore                                                                 | 2 – 1                                                                     | Thailandia                                                                | AFF Championship 2007 - Finale                                            | 1                                                                         |                                                                           |
| 4-2-2007                                                                  | Bangkok                                                                   | Thailandia                                                                | 1 – 1                                                                     | Singapore                                                                 | AFF Championship 2007 - Finale                                            | 1                                                                         |                                                                           |
| 16-5-2007                                                                 | Bangkok                                                                   | Thailandia                                                                | 1 – 0                                                                     | Cina                                                                      | Amichevole                                                                | 1                                                                         |                                                                           |
| 6-6-2007                                                                  | Bangkok                                                                   | Thailandia                                                                | 1 – 3                                                                     | Paesi Bassi                                                               | Amichevole                                                                | -                                                                         | 72’                                                                       |
| 12-7-2007                                                                 | Bangkok                                                                   | Thailandia                                                                | 2 – 0                                                                     | Oman                                                                      | Coppa d'Asia 2007 - Gironi                                                | 2                                                                         | 58’                                                                       |
| 16-7-2007                                                                 | Bangkok                                                                   | Thailandia                                                                | 0 – 4                                                                     | Australia                                                                 | Coppa d'Asia 2007 - Gironi                                                | -                                                                         | 60’                                                                       |
| 3-10-2007                                                                 | Bangkok                                                                   | Thailandia                                                                | 1 – 1                                                                     | Emirati Arabi Uniti                                                       | Amichevole                                                                | 1                                                                         |                                                                           |
| 9-11-2007                                                                 | Sana'a                                                                    | Yemen                                                                     | 1 – 1                                                                     | Thailandia                                                                | Qual. Mondiali 2010                                                       | -                                                                         | 82’                                                                       |
| 26-12-2007                                                                | Bangkok                                                                   | Thailandia                                                                | 1 – 0                                                                     | Corea del Nord                                                            | Amichevole                                                                | -                                                                         |                                                                           |
| 6-2-2008                                                                  | Saitama                                                                   | Giappone                                                                  | 4 – 1                                                                     | Thailandia                                                                | Qual. Mondiali 2010                                                       | -                                                                         | 81’                                                                       |
| 15-3-2008                                                                 | Kunming                                                                   | Cina                                                                      | 3 – 3                                                                     | Thailandia                                                                | Amichevole                                                                | -                                                                         |                                                                           |
| 18-7-2009                                                                 | Nonthaburi                                                                | Thailandia                                                                | 4 – 0                                                                     | Pakistan                                                                  | Amichevole                                                                | -                                                                         | 62’                                                                       |
| 14-11-2009                                                                | Kallang                                                                   | Singapore                                                                 | 1 – 3                                                                     | Thailandia                                                                | Qual. Coppa d'Asia 2011                                                   | -                                                                         | 61’                                                                       |
| 18-11-2009                                                                | Bangkok                                                                   | Thailandia                                                                | 0 – 1                                                                     | Singapore                                                                 | Qual. Coppa d'Asia 2011                                                   | -                                                                         | 84’                                                                       |
| 6-1-2010                                                                  | Bangkok                                                                   | Thailandia                                                                | 0 – 0                                                                     | Giordania                                                                 | Qual. Coppa d'Asia 2011                                                   | -                                                                         | 88’                                                                       |
| 3-3-2010                                                                  | Teheran                                                                   | Iran                                                                      | 1 – 0                                                                     | Thailandia                                                                | Qual. Coppa d'Asia 2011                                                   | -                                                                         | 69’                                                                       |
| 4-9-2010                                                                  | Nonthaburi                                                                | Thailandia                                                                | 1 – 0                                                                     | India                                                                     | Amichevole                                                                | -                                                                         |                                                                           |
| 6-10-2011                                                                 | Bangkok                                                                   | Thailandia                                                                | 0 – 0                                                                     | Giordania                                                                 | Amichevole                                                                | -                                                                         | 88’                                                                       |
| Totale                                                                    |                                                                           | Presenze                                                                  | 32                                                                        |                                                                           | Reti                                                                      | 13                                                                        |                                                                           |

## Palmarès

### Club

#### Competizioni nazionali
- Thai Premier League: 1

Buriram PEA: 2011
- Thai FA Cup: 2

Thai Port: 2009
Buriram PEA: 2011
- Thai League Cup: 1

Buriram PEA: 2011